# Zalewski Glacier
Zalewski Glacier är en glaciär i Antarktis. Den ligger i Sydshetlandsöarna. Argentina, Chile och Storbritannien gör anspråk på området. Zalewski Glacier ligger 115 meter över havet.
Terrängen runt Zalewski Glacier är huvudsakligen kuperad. Zalewski Glacier ligger nere i en dal. Trakten är glest befolkad. Närmaste befolkade plats är Commandante Ferraz Station, 16,8 kilometer nordost om Zalewski Glacier. 